# لاري ويلوبي
لاري ويلوبي (بالإنجليزية: Larry Willoughby)‏ هو مغن مؤلف ومغني أمريكي، ولد في 1947 في شيرمان في الولايات المتحدة.

## روابط خارجية
- لاري ويلوبي على موقع ميوزك برينز (الإنجليزية)
- لاري ويلوبي على موقع ديسكوغز (الإنجليزية)